# Expedición 48
La Expedición 48 fue la 48.ª estancia de larga duración en la Estación Espacial Internacional.  
Jeffrey Williams, Aleksey Ovchinin y Oleg Skripochka fueron transferidos de la Expedición 47. La Expedición 48 empezó con el desacoplamiento de la Soyuz TMA-19M el 7 de julio de 2016 y finalizó con el desacoplamiento de la Soyuz TMA-20M el 6 de septiembre de 2016. La tripulación de la Soyuz MS-01 fue transferida a la Expedición 49.

## Tripulación
| Posición             | Primera parte Marzo de 2016                  | Segunda parte Marzo de 2016 a septiembre de 2016 |
| -------------------- | -------------------------------------------- | ------------------------------------------------ |
| Comandante           | Jeffrey Williams, NASA Cuarto vuelo espacial | Jeffrey Williams, NASA Cuarto vuelo espacial     |
| Ingeniero de vuelo 1 | Aleksey Ovchinin, RSA Primer vuelo espacial  | Aleksey Ovchinin, RSA Primer vuelo espacial      |
| Ingeniero de vuelo 2 | Oleg Skripochka, RSA Segundo vuelo espacial  | Oleg Skripochka, RSA Segundo vuelo espacial      |
| Ingeniero de vuelo 3 |                                              | Kathleen Rubins, NASA Primer vuelo espacial      |
| Ingeniero de vuelo 4 |                                              | Anatoli Ivanishin, RSA Segundo vuelo espacial    |
| Ingeniero de vuelo 5 |                                              | Takuya Onishi, JAXA Primer vuelo espacial        |

FuenteSpacefacts